# Recreio dos Bandeirantes Futebol Clube
Recreio dos Bandeirantes Futebol Clube, mais conhecida como Recreio dos Bandeirantes, é uma agremiação esportiva do Recreio dos Bandeirantes, bairro da cidade de Rio de Janeiro.

## História
A equipe foi fundada no dia 9 de Dezembro de 2014, porém apenas em 2017 se profissionaliza. Através de uma parceria com o Riostrense Esporte Clube, a equipe estreia em competições oficiais no Carioca C 2017. A ideia é repetir o sucesso de outras parcerias como a do Carapebus/Campos, que chegou a Série A do Campeonato Carioca.
Para a temporada inicial do clube Antônio Carlos Dias, ex-jogador e presidente do Recreio dos Bandeirantes, será o gestor da equipe. Para a disputa do campeonato, a equipe vai jogar com o nome Riostrense/Recreio, e além disso a equipe usará o escudo do Riostrense, porém terá as cores do Recreio dos Bandeirantes e mandará seus jogos no Rio de Janeiro, e não em Rio das Ostras.

## Estrutura

### CT do Recreio dos Bandeirantes
O Recreio dos Bandeirantes arrendou o estádio Luiz Gonzaga Moreira da Silva, pertencente ao Oriente Atlético Clube, no bairro de Santa Cruz. Desde então a equipe usa o estádio como seu centro de treinamento.